# Antistrophe solanoides
Antistrophe solanoides là một loài thực vật có hoa trong họ Anh thảo. Loài này được (King & Gamble) M.P.Nayar & G.S.Giri mô tả khoa học đầu tiên năm 1976.